# Triplophysa scapanognatha
Triplophysa scapanognatha és una espècie de peix de la família dels balitòrids i de l'ordre dels cipriniformes.
Els mascles poden assolir els 9,1 cm de longitud total. Es troba a la Xina.